# Kalich (hrad)
Kalich (německy Kelchberg) je zřícenina hradu nad obcí Třebušín v okrese Litoměřice. Nachází se na vrcholu stejnojmenného vrchu v Českém středohoří v nadmořské výšce okolo 530 metrů. Hrad založil husitský hejtman Jan Žižka roku 1421. Po husitských válkách se v jeho držení vystřídalo několik majitelů, ale koncem patnáctého století byl hrad již opuštěn. Jeho pozůstatky jsou od roku 1964 chráněné jako kulturní památka.

## Historie
Existenci staršího opevnění na vrcholu kopce, kterou zmiňovali August Sedláček, Rudolf Anděl nebo Tomáš Durdík, vyloučil archeologický výzkum. Podle něj na hradě nestál ani okrouhlý bergfrit, který ve svém díle popsal František Alexandr Heber. Věž se měla stupňovitě rozšiřovat směrem nahoru a svým tvarem tak údajně připomínala kalich jako symbol husitství.

### Hrad během husitských válek

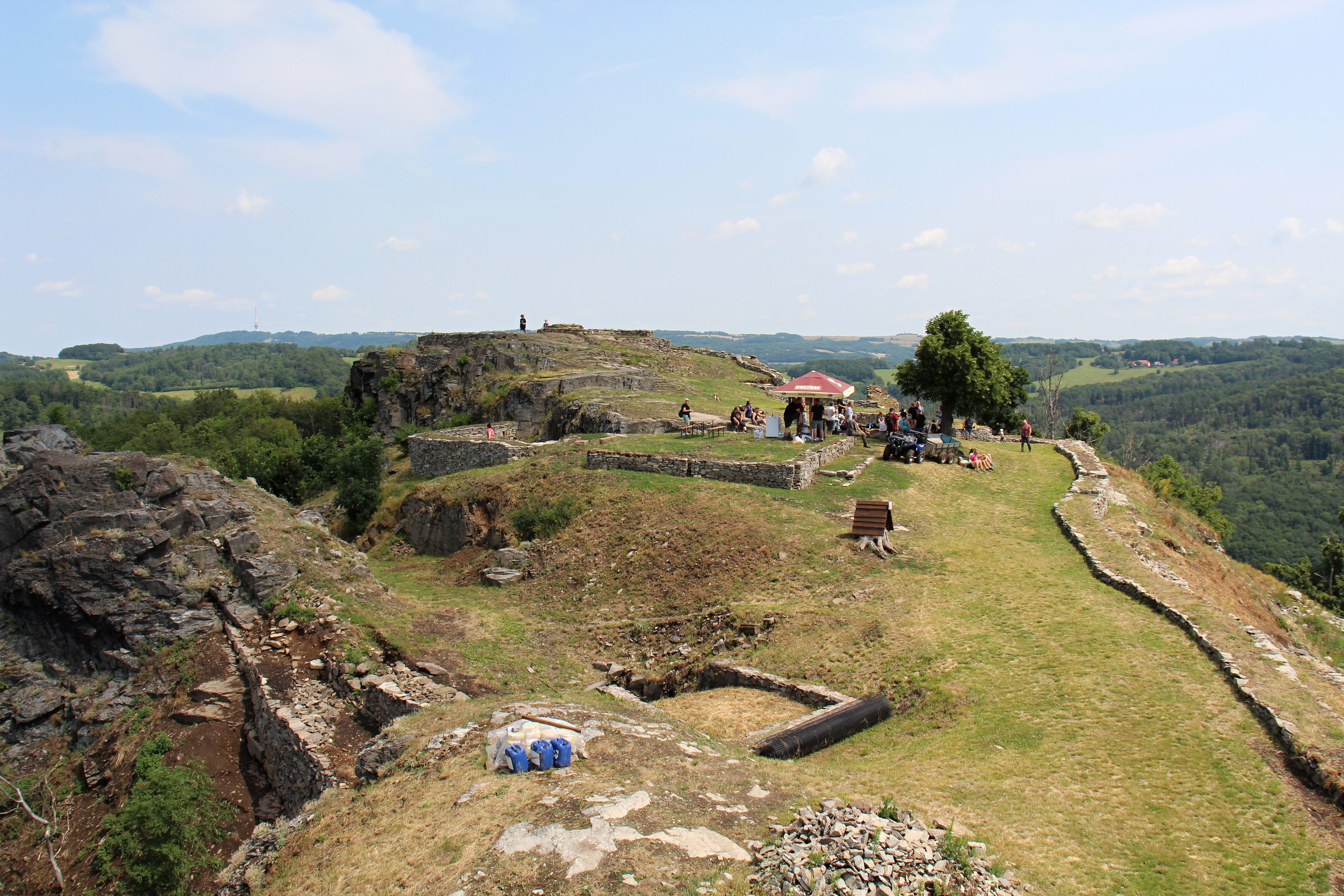
Celkový pohled na jádro z jižního skaliska

První písemná zmínka o Kalichu pochází z roku 1421 a nachází se v Husitské kronice Vavřince z Březové. Jako své rodové sídlo ho založil husitský hejtman Jan Žižka předtím, než husité zahájili obléhání Litoměřic. Jedním z úkolů nového hradu bylo chránit obléhatele před útoky katolické šlechty ze severozápadních Čech, k niž patřili zejména Vartenberkové. Stavba hradu započala v květnu roku 1421 a rychle pokračovala, protože již v září téhož roku jej neúspěšně obléhal Zikmund Děčínský z Vartenberka. Od roku 1422 Jan Žižka začal používat predikát z Kalicha.
Nejspíše v době obléhání byl na blízkém kopci Zikmundem z Vartenberka založen hrad Panna a někdy v letech 1423–1427 také hrad Litýš. Dva katolické hrady v těsném sousedství představovaly pro husity riziko, a proto se roku 1422 pokusili Pannu neúspěšně dobýt. Žižkovo vojsko ji po měsíčním obléhání dobylo až roku 1423.
Jan Žižka zemřel roku 1424, a pánem na Kalichu se stal nejspíše jeho bratr Jaroslav z Kalicha. Po jeho smrti okolo roku 1428 se majitelkami hradu staly Žižkova sestra Anežka a další příbuzná Anna, ale podrobnější zprávy o jejich životech se nedochovaly. Pouze v roce 1434 se Anežka neúspěšně soudila o dům na Novém městě pražském. O posádce hradu se předpokládá, že se podílela na menších vojenských akcích v severozápadních Čechách a také se nejspíše zúčastnila bitvy u Ústí roku 1426.
Roku 1437 Zikmund z Vartenberka dobyl a pobořil Pannu. Pravděpodobně dobyl i Kalich. Oba hrady od něj koupil nebo s ním vyměnil císař Zikmund, který je přikázal zbořit a býčkovické panství předal do zástavy Heníkovi z Valdštejna. Následující dění je nejasné, ale Heník z Valdštejna se nejspíše vzepřel císařovu rozkazu a odmítl Kalich zbořit. Spojil se proto s Janem Řitkou z Bezdědic, který snad po bitvě u Lipan na hradě chránil Žižkovu sestru Anežku a velel také jeho obráncům v roce 1437. Císař proti nim krátce před svou smrtí vyslal zemskou hotovost vedenou hejtmanem Litoměřického kraje Zbyňkem Zajícem z Hazmburka, která hrad neúspěšně obléhala.

### Hrad po husitských válkách

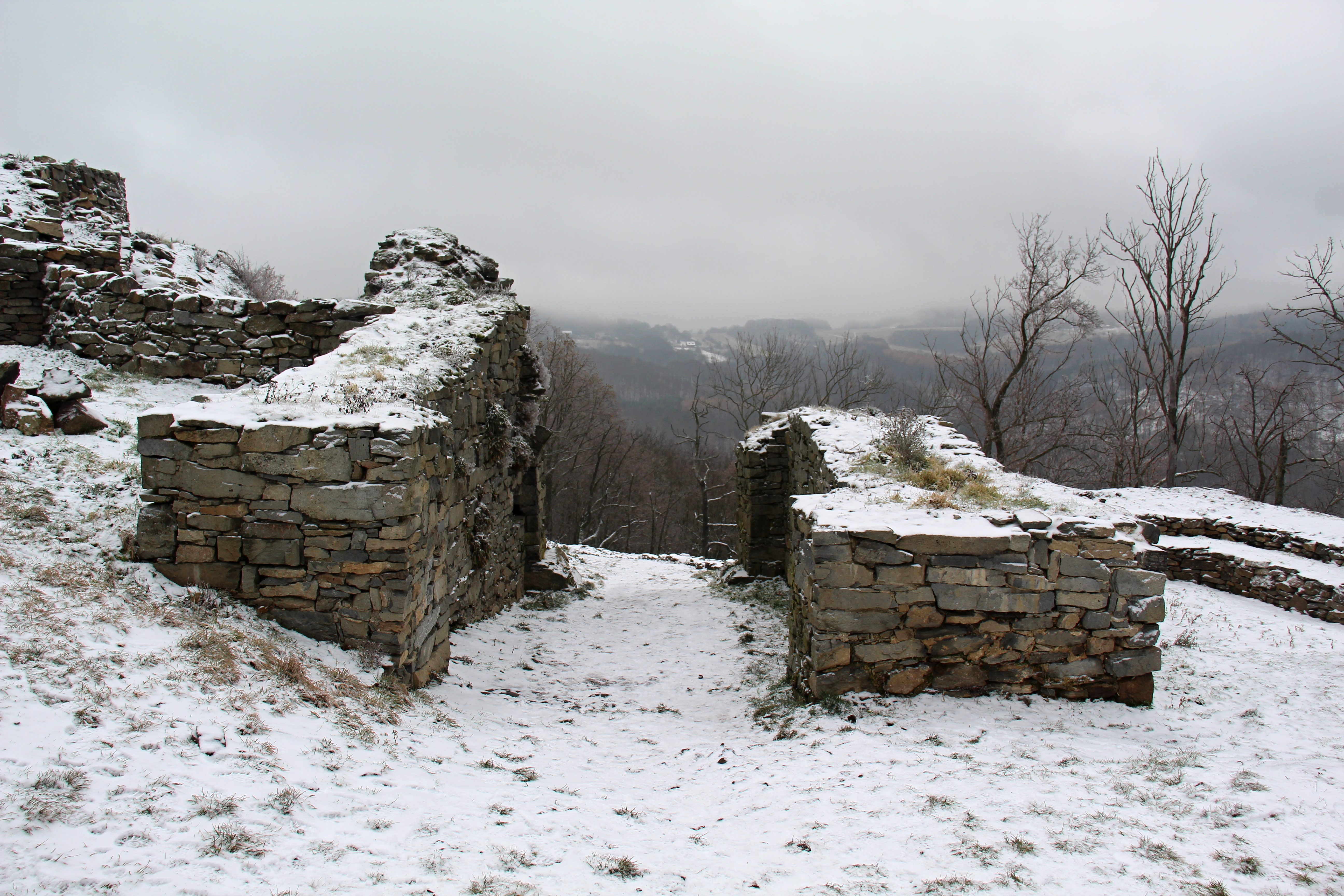
Průjezd branské věže v pohledu z jádra

Po roce 1438 se majitelem hradu stal Vilém z Ilburka. Kdy přesně a za jakých okolností k tomu došlo, je nejasné. Zcela jistě se hrad nacházel ve Vilémově držení roku 1444, kdy v predikátu používal formulaci seděním na Kalichu. Hrad nechal významně přestavět, ale nejspíše ho považoval zejména za významný vojenský opěrný bod než za pohodlné sídlo. Později se Vilém postavil proti králi Jiřímu z Poděbrad. Ačkoliv o tom neexistuje žádný písemný doklad, předpokládá se, že Kalich byl dobyt, nebo dokonce bez boje vydán královskému vojsku, které roku 1467 dobylo blízkou Roudnici a Helfenburk.
Brzy poté hrad od krále získal do zástavy Petr Kaplíř ze Sulevic, který však sídlil zejména na Vimperku a Kalich mu sloužil pouze jako pevnost. Neznámým způsobem se dalším držitelem hradu v letech 1471–1488 stal Ješek Svojanovský z Boskovic. Ani on na hradě nesídlil a nejspíš ho ani neudržoval. Hrad přesto byl v té době ještě obyvatelný. Roku 1489 jej Václav z Vartenberka připojil ke svému litýšskému panství, ale když Václav roku 1532 měnil majetek s bratrancem Kryštofem, hrad ve smlouvě již uveden nebyl.

### Novověké dějiny
Roku 1868 měl být z hradu odvezen základní kámen pro Národní divadlo, což zakázal hejtman Litoměřického kraje. Kámen byl proto převezen do Lounek a v roce 1893 byl v Krabčicích použit jako náhrobní kámen politika Václava Kratochvíla, který celou akci inicioval. V osmdesátých letech devatenáctého století byl na hradě postaven vyhlídkový pavilon s restaurací, která pro malý počet návštěvníků zanikla brzy po roce 1886.
Od roku 2015 má hrad v pronájmu sdružení Hrady Českého středohoří, které zříceninu udržuje. V roce 2017 byla během archeologického výzkumu obnovena bašta z nasucho kladených kamenů.

## Stavební podoba

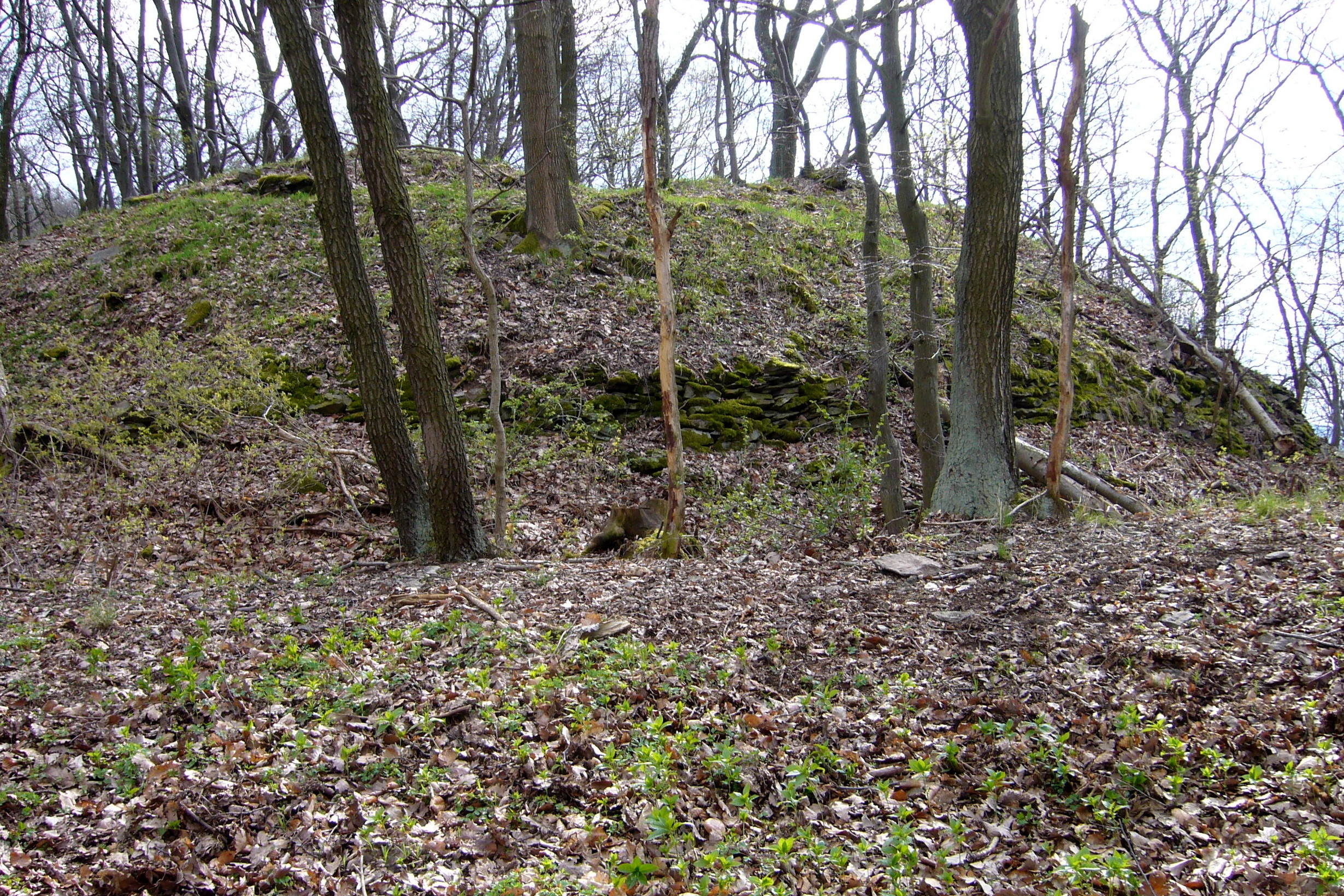
Torzo polygonální bašty vysunutého opevnění před konzervací v dubnu 2007

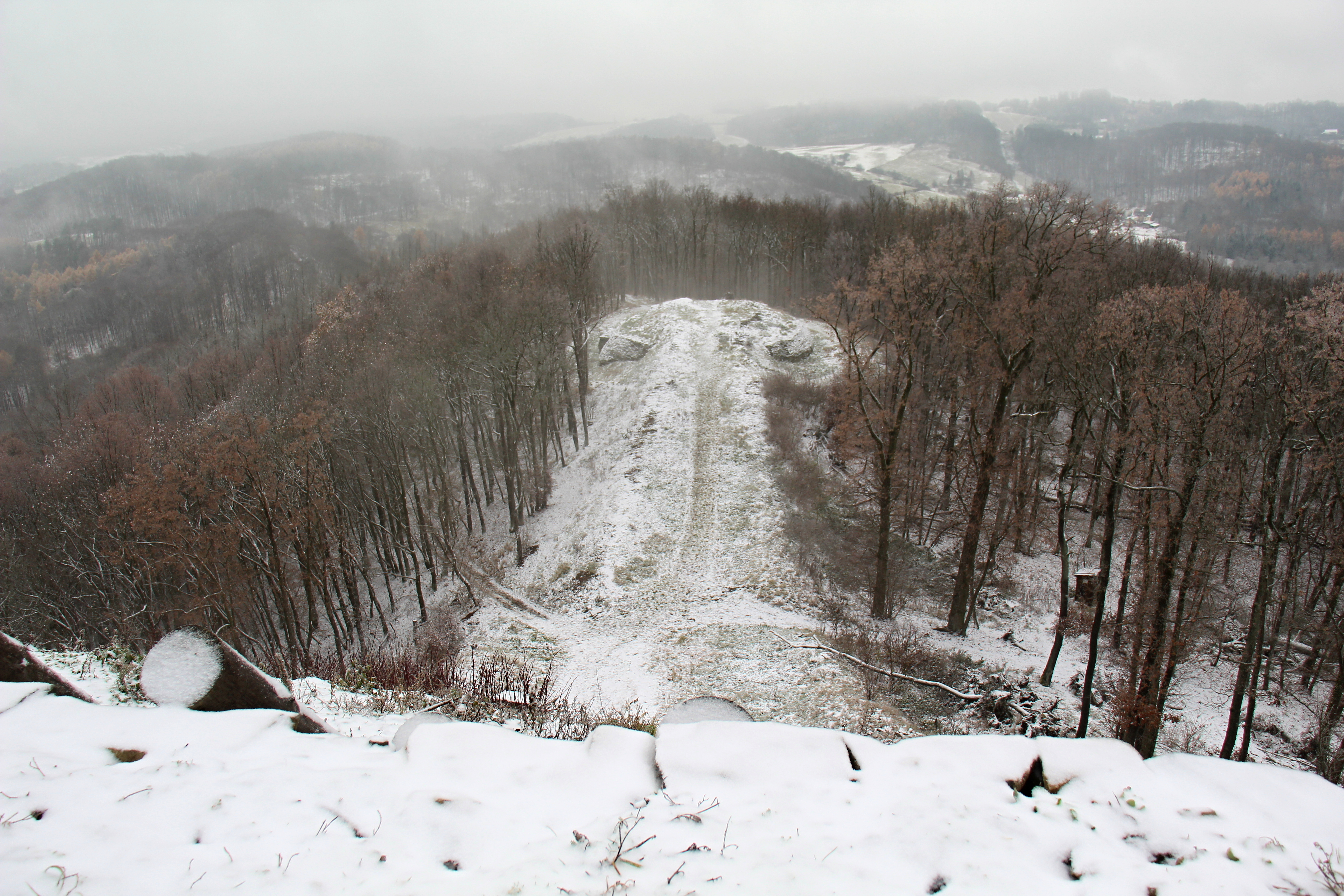
Vysunuté opevnění v pohledu ze severního skaliska jádra

Přístupová cesta na hrad pravděpodobně vedla z Třebušína směrem k Zababeči a Hlupicím v trase shodné s existující asfaltovou silnicí. V ne zcela jasném místě z ní odbočila cesta, která po východním a severovýchodním úbočí vystoupala do severního sedla vrchu, odkud vstoupila do prvního oddílu hradu. Existují však také méně výrazné doklady pro vedení cesty po západním úbočí.
Z prvního oddílu hradu se dochovaly zejména terénní relikty opevnění tvořeného na východě a severozápadě vnějším valem a příkopem, který je na severozápadě přibližně dva metry široký a 0,5 metru hluboký. V severní části oddílu se nachází plošina s nepatrnými pozůstatky zahloubené stavby o rozměrech minimálně 3,7 × 3 metry. První oddíl hradu představoval lehce opevněné předsunuté opevnění, které mělo chránit místo styku přístupových cest.
Cesta dále pokračovala ke druhé bráně, která stávala v místech, kde se úzká šíje spojující severní baštu vysunutého opevnění napojuje na vrcholové skály kopce. Vysunuté opevnění (tzv. druhý oddíl hradu) se skládalo z polygonální bašty v severní části hradu a úzkého spojovacího koridoru. Obě části umožňovaly efektivní kontrolu a obranu přístupové cesty. Bašta se dochovala v podobě asi desetiboké vyvýšeniny s plentou z nasucho kladených kamenů. Z kamenů je vyskládané celé těleso pahorku, jehož průměr na vrcholu je asi dvanáct metrů. Na tomto umělém pahorku původně stávala vrchní část zkonstruovaná ze dřeva a bez malty poskládaných kamenů. Přístupový koridor k baště je v nejužším místě široký pět metrů a z obou stran ho chrání přibližně tři metry široké valy.
Nad přístupovým opevněním se nachází hradní jádro rozdělené do několika výškových úrovní. Na druhou bránu se napojovalo vnější opevnění severozápadní strany jádra. Tvořila ho hradba široká v dochované podobě nejméně 3,7 metru a příkop na vnitřní straně. Z hradby se dochoval pouze val. Podobné vnější opevnění se nacházelo také na jihovýchodní straně hradního jádra.

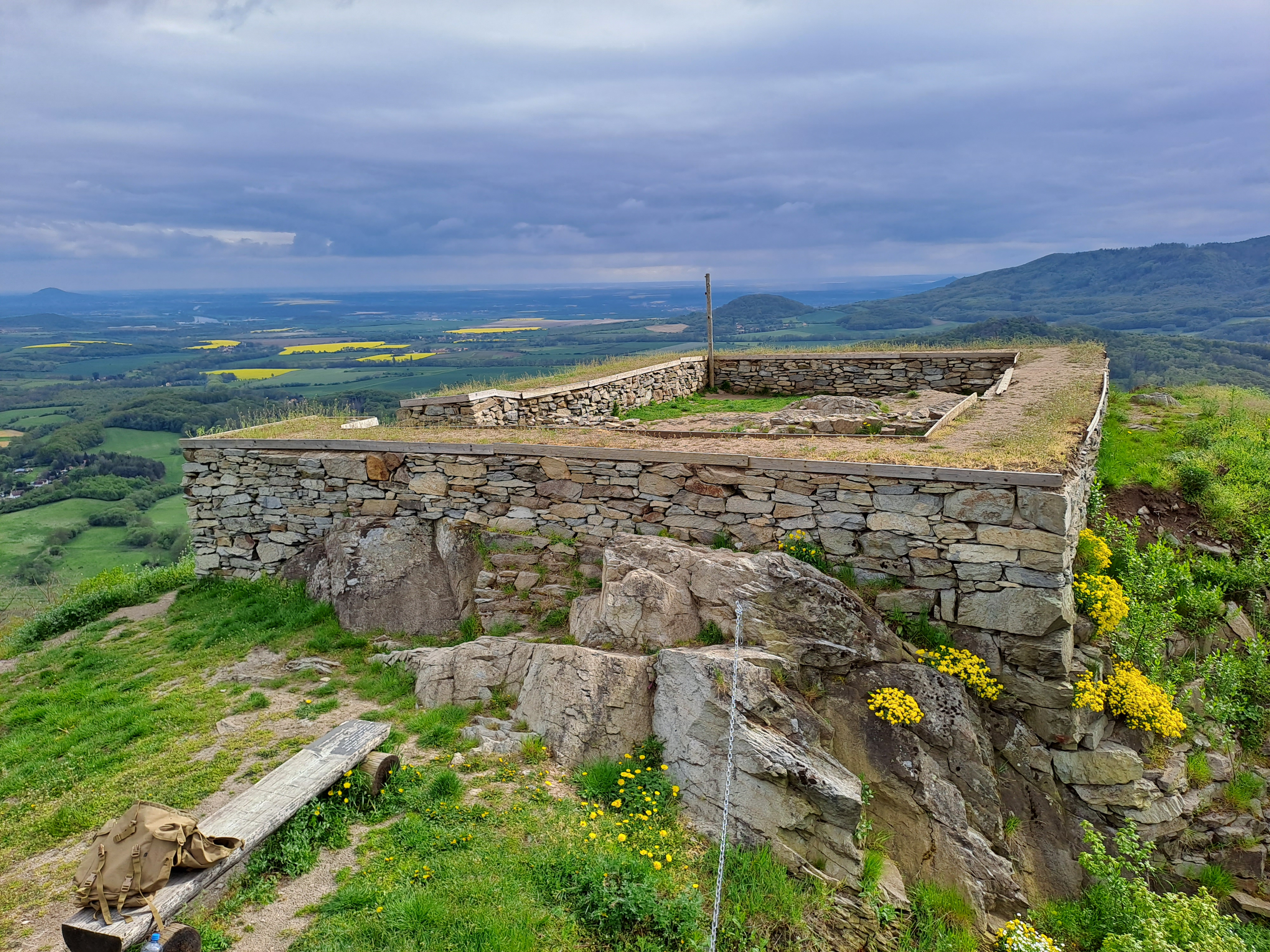
Vyznačení půdorysu donjonu na jižním skalisku

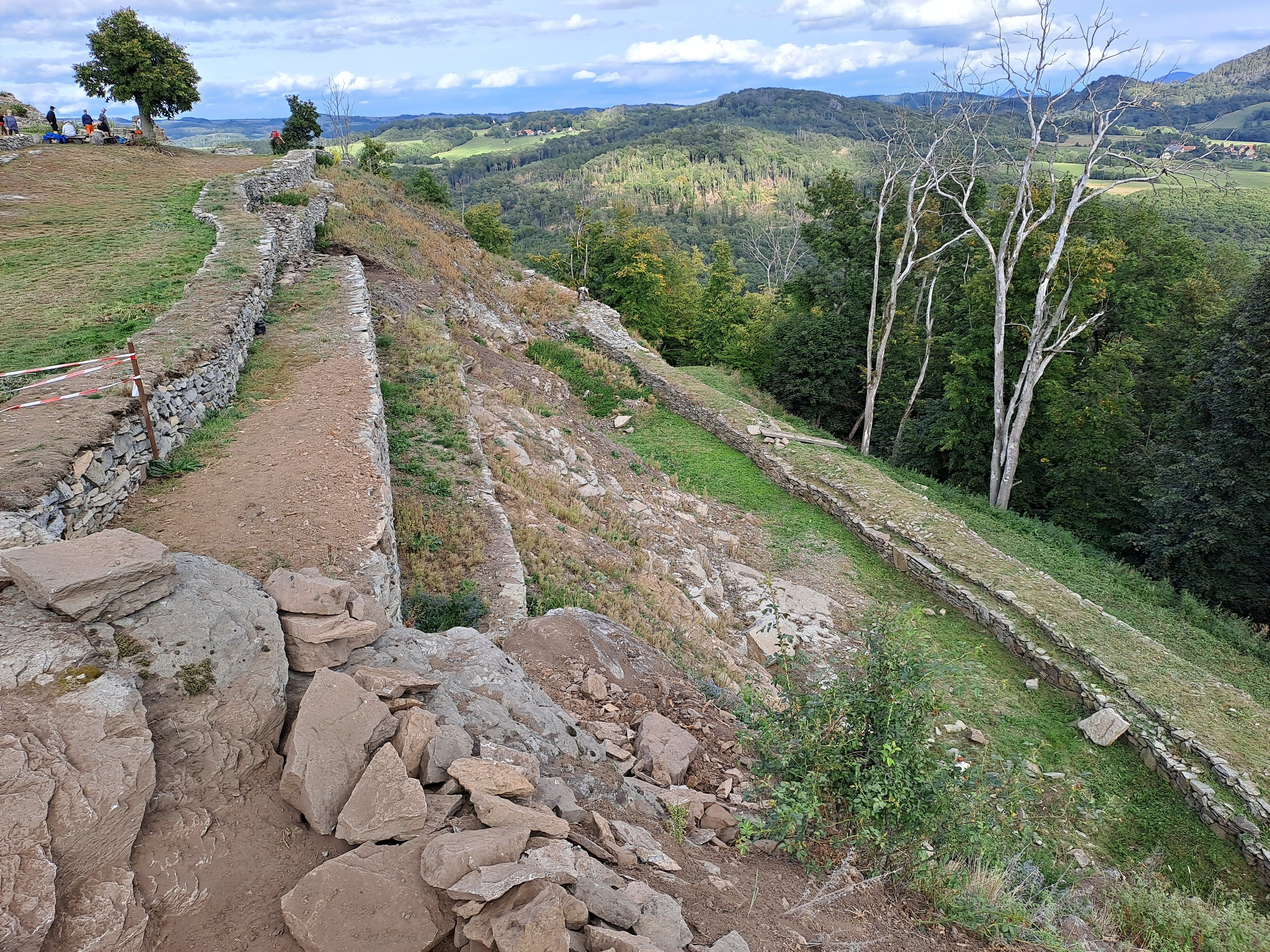
Rekonstrukce horní a dolní linie fortifikace na jihovýchodě jádra

Do jádra se vstupovalo soustavou dalších tří bran. Třetí brána se zachovala jen v náznacích. Za ní cesta vedla po východní straně skaliska a z druhé strany ji svírala hradba široká okolo jednoho metru a dochovaná jen v nepatrné výšce. Její kameny byly spojované pouze hlínou. Před zdí bývala archeologicky doložená berma s parapetní zídkou. Po dvaceti metrech se cesta zužuje v místě předpokládané čtvrté brány a dále pokračuje k páté bráně.
Pátá brána se částečně dochovala. Má obdélný půdorys s rozměry 8,3 × 6,7 metru. Postavená byla z místního trachytu za použití vápenné malty a ojedinělých cihel. Brána měla jediný vstupní otvor široký asi 1,9 metru. Podle dochovaného drobného fragmentu z budovy brány vybíhala zaniklá hradba východní strany jádra. Lépe se dochoval krátký úsek hradby, která vybíhala ze severního rohu brány a dále pokračovala obloukem kolem okraje severního skaliska, kde měl podle historických popisů stát bergfrit. V terénu se na skále dochovala okrouhlá prohlubeň, která však není pozůstatkem věže, ale obdélné stavby s rozměry 7,8 × 5,6 metru. Budova stávala na zbytcích starší stavby postavené částečně z drobného štěrku.
Prostor jádra vymezují tři skaliska: severní, západní a jihozápadní. Na jihozápadním stávala stavba pokládaná za čtverhrannou obytnou věž s půdorysem o rozměrech 13,3 × 8,9 metru. Přízemí věže členila příčka na dvě místnosti. Dochovaný kruhový základ budovy je pozůstatkem altánu z konce devatenáctého století. Ve střední části jádra, mezi severním a západním skaliskem, stával palác. Jediným jeho výraznějším pozůstatkem je část klenutého sklepa, který byl v devatenáctém století upraven a používán k uskladnění nápojů. Vnější rozměry paláce měřily 34 × 9 metrů. Severně od něj bývala studna nebo cisterna chráněná ze severní strany silnou hradbou. Mezi bránou a palácem se dochovaly nepatrné zbytky dvou staveb, které pravděpodobně pochází až z devatenáctého století.
Dochované části hradu neumožňují přesnou rekonstrukci původní podoby. Základem opevnění byly náspy s vnější šikmou zdí z nasucho kladených kamenů a vnitřní kolmou stěnou. Kameny mohly být spojeny hlínou, ale valy se často dochovaly jen v podobě rozvolněných kamenů. Uložení kamenů bez použití malty zvyšovalo odolnost stavby vůči ostřelování palnými zbraněmi. Na kamenné spodní části byla postavena dřevěná, nejspíše bedněná nebo komorová konstrukce. Kamennou předprseň by spodní část pravděpodobně neunesla a palisáda by se špatně ukotvovala. Podobný způsob opevnění byl použit u řady dalších hradů (např. Himlštejn, Panna, Oltářík, Rýzmburk, Ostrý).